# Shalbourne
Shalbourne  è un piccolo villaggio e una parrocchia civile della contea del Wiltshire che si trova a circa 3 miglia a sud-ovest di Hungerford, Sud Ovest dell'Inghilterra, Regno Unito.

## Geografia

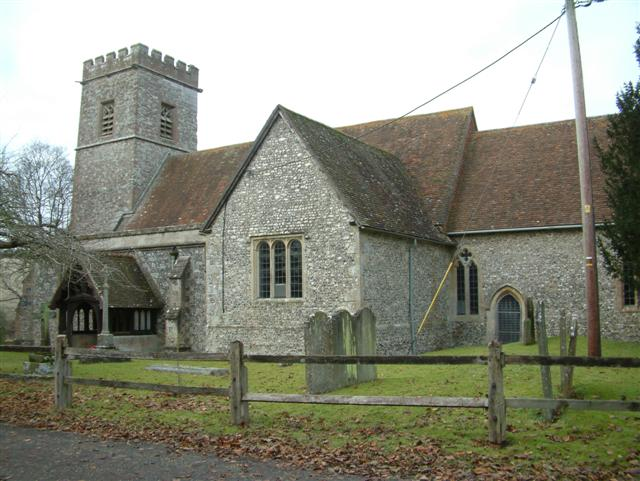
Chiesa di San Michele e Tutti gli Angeli

Nella parrocchia civile di Shalbourne, oltre al villaggio che da il nome alla parrocchia, vi sono i villaggi e i piccoli insediamenti di Bagshot e Stype, a nord, e Rivar e Oxenwood a sud oltre a Newtown e Westcourt. Prima del 1895 circa metà del territorio rientrava nel Berkshire. Il villaggio di Shalbourne è situato in una valle vicino a Wansdyke all'angolo sud-occidentale della contea, ed è principalmente agricolo. Nelle sue vicinanze vi scorre un ruscello e il terreno è principalmente calcareo, ricoperto in alcuni punti da argilla con selci e abbonda di arenaria verde, bianca e rossa, e si suppone contenga carbone. Ci sono zone con argilla e sabbia a nord-ovest e c'è anche un po' di sedimento alluvione vicino al villaggio. I punti più alti si trovano sulla cresta del down a sud, dove si raggiunge un'altezza di oltre 700 piedi, mentre il punto più basso, dove il ruscello lascia la parrocchia, è a 390 piedi. Vi passa la strada maestra da Oxford a Salisbury, chiamata Harrow Way.

## Storia
Il primitivo Shalbourne come insediamento viene citato nel Domesday Book, nel centinaio di Kinwardstone, menzionato nei capitoli dedicati al Berkshire e al Wiltshire. Quasi sino alla fine del XIX secolo metà del territorio rientrava nel Berkshire. Sul bordo della collina, una continuazione della pianura di Salisbury, c'è un tumulo a conferma di antichi insediamenti. Lungo il ruscello ci sono molte fattorie sparse, specialmente a Bagshot, Rivar e Oxenwood. La Manor House si trova all'estremità meridionale del villaggio apparentemente di fine XVI secolo, ma molto modificato e modernizzato.

## Monumenti e luoghi d'interesse

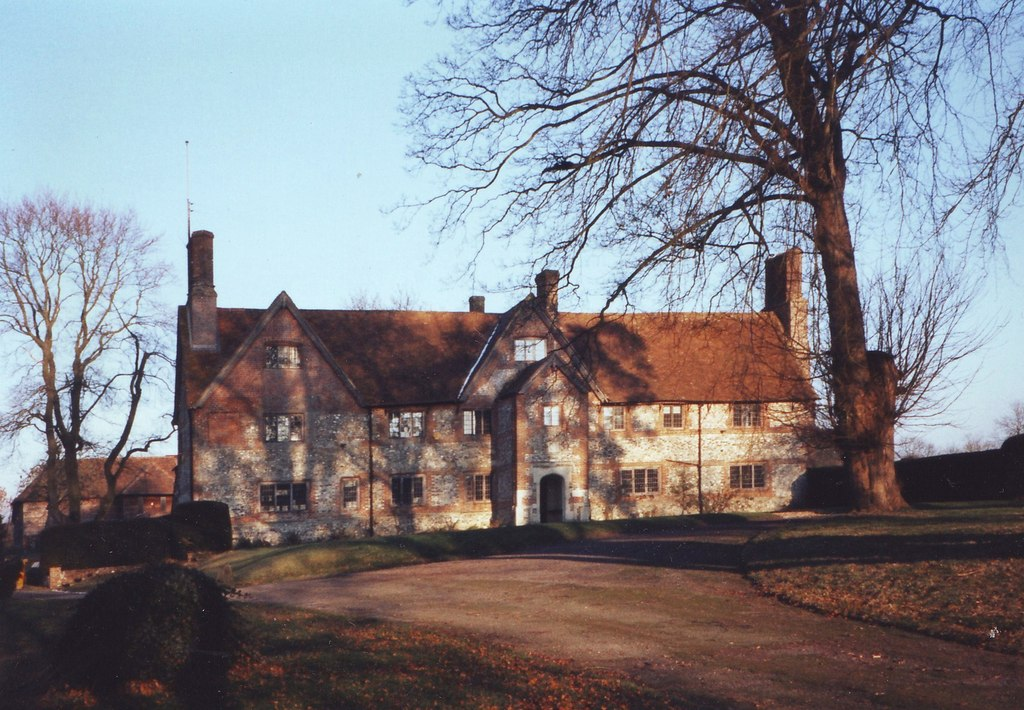
Manor House

Nel territorio di Sherston sono presenti alcuni edifici e luoghi d'interesse:
- Chiesa di San Michele e Tutti gli Angeli. Si tratta di una chiesa parrocchiale anglicana. La prima menzione della chiesa a Shalbourne risale al 1208, quando fu ceduta all'abbazia dal vescovo di Sarum. È un edificio medievale con caratteristiche del XII secolo e una torre del XV secolo, restaurato nel 1873. Il presbiterio ospita un monumento elisabettiano del 1562 di Sir Francis Choke, raffigurato come un uomo barbuto in armatura con un baldacchino sopra l'effigie. C'è anche una targa nella navata sud dedicata a Jethro Tull che cita dal suo libro "Horse-hoeing Husbandry": "È in una certa misura nell'interesse di tutti coloro che vivono di pane che i veri principi siano stabiliti nell'agricoltura". La navata e le porte nord e sud sono le parti più antiche dell'edificio risalenti al XII secolo. Ci sono due finestre a lancetta del XII secolo con resti di vetro antico. Il presbiterio fu ricostruito nel 1300 e ha una porta del prete originale e una finestra a punta orientale con altre quattro finestre. Un sedile è formato dal davanzale della finestra orientale. Il presbiterio, la navata e il transetto sono costruiti con muri in pietrisco di selce con rivestimenti in pietra e il tetto ha tegole moderne in argilla rossa. La torre è rivestita con pietre squadrate con selce tra di loro e si eleva in tre livelli con un parapetto e un tetto in tegole rosse piramidali. Appartiene alla diocesi di Salisbury e dal 22 agosto 1966 è considerata un monumento classificato di seconda categoria.[5][6][7][8]
- Manor House. Si trova all'estremità meridionale del villaggio, ed è un lungo edificio rettangolare di due piani con soffitte, apparentemente di fine XVI secolo, ma molto modificato e modernizzato. La facciata è rivolta a sud ed è in mattoni su una base in pietra, ma il lato nord è in pietrisco di selce con sottili strisce di mattoni. Il tetto è coperto di tegole rosse e ci sono due piccoli frontoni rivolti a sud e uno a nord. All'estremità orientale c'è un bel camino in mattoni e selce con tre condotti quadrati disposti in diagonale, e al centro della facciata sud un portico a due piani con timpano e apertura esterna a quattro centri, sopra il quale c'è un pannello in pietra con scudo vuoto e bordo a uovo e freccia. La porta interna a pannelli è quella originale in quercia con chiodi, con stili modanati. Sul retro della casa c'è una porta modanata a quattro centri, ma tutte le finestre originali sono state modificate.[1]
- Chiesa del Buon Pastore a Bagshot.
- Tumuli. Il tumulo a Botley Copse a Oxenwood, vicino all'angolo sud-occidentale della parrocchia è stato aperto, ma non è stato trovato alcun resoconto dell'esplorazione. Un tumulo rotondo su Rivar Down non è stato aperto. Ci sono linee di trincea su Rivar Down che non sono state esplorate, ma sezioni prese appena fuori dalla parrocchia nel 1910 hanno mostrato che furono costruite in epoca preromana e utilizzate in seguito.[1]